# German (Sadyriew-Polew)
German, imię świeckie Grigorij Fiodorowicz Sadyriew-Polew (zm. 6 listopada 1567 w Moskwie) – rosyjski biskup i święty prawosławny.

## Życiorys

### Rodzina
Według księcia Kurbskiego German pochodził ze szlacheckiej rodziny Polewów, której protoplastą był Aleksandr Pol, potomek książąt smoleńskich. Ród posiadał majątek w powiecie wołockim i był związany z monasterem Józefa Wołokołamskiego, do niego w podeszłym wieku wstępowali mężczyźni z rodziny i w nim znajdował się rodzinny grobowiec. W żadnym rodowodzie Polewów nie wskazano jednak osoby biskupa kazańskiego.
Ojcem przyszłego hierarchy był Sadyr Polew (imię chrzestne – Fieodor), od ok. 1530 mnich Filoteusz w monasterze Józefa Wołokołamskiego, zamordowany w niewyjaśnionych okolicznościach w 1560.

### Życie mnisze
W tym samym klasztorze mnichem został Grigorij Sadyriew-Polew, który w kolejnych latach pracował w monasterskim skryptorium pod kierunkiem Guriasza (Rugotina). W nieokreślonym roku został przeniesiony z macierzystego monasteru do klasztoru Opieki Matki Bożej nad Tmą, po czym w 1551 został przełożonym monasteru Zaśnięcia Matki Bożej w Staricy z godnością archimandryty. W momencie objęcia urzędu przekazał wspólnocie znaczne dary materialne. W 1554 ponownie przebywał w monasterze Józefa Wołokołamskiego.
W 1555 razem z arcybiskupem kazańskim Guriaszem oraz archimandrytą Warsonofiuszem udał się do Kazania, by podjąć pracę misyjną wśród miejscowej ludności muzułmańskiej, na ziemiach podbitych przez Iwana Groźnego w wojnie z Chanatem Kazańskim. Został pierwszym przełożonym monasteru Zaśnięcia Matki Bożej w Swijażsku i prowadził działalność misyjną w prawobrzeżnej części ziemi kazańskiej (położonej na prawym brzegu Wołgi). W monasterze ochrzcił tysiące Tatarów i Czuwaszy. Kierowana przez niego wspólnota zgromadziła znaczny majątek ziemski, także dzięki jego staraniom, by przyznać monasterowi znaczną część ziem porzuconych przez poprzednich właścicieli w czasie wojny Moskwy z chanatem. W kompleksie klasztornym polecił zbudować sobór Zaśnięcia Matki Bożej (wyświęcony w 1558) i cerkiew św. Mikołaja (ukończona w 1556). W Kazaniu utworzona została placówka filialna monasteru w Swijażsku, przekształcona następnie w samodzielny monaster św. Jana Chrzciciela.

### Biskup kazański
Archimandryta German został wybrany na arcybiskupa kazańskiego po śmierci Guriasza w 1564. Według Żywota świętych biskupów Guriasza i Warsonofiusza pozostawał na katedrze przez trzy lata i osiem miesięcy. Ostatnie pisemne wzmianki o nim pochodzą z początku 1567. Już w 1566 German nie przebywał jednak w Kazaniu, ale w Moskwie, gdzie brał udział w Soborze Ziemskim (podpisał gramotę o kontynuowaniu wojny z Litwą) i w elekcji metropolity moskiewskiego (został nim Filip (Kołyczow)); na końcowym akcie wyboru brakuje jednak jego podpisu. W eparchii kazańskiej wprowadził cenobityczną regułę w Monasterze Ziłantowskim.

#### Śmierć
Okoliczności śmierci biskupa przedstawiane są w różny sposób. Andriej Kurbski przedstawiał wersję, jakoby arcybiskup German został uduszony między 19 maja a 25 lipca 1566 na rozkaz Iwana Groźnego, którego wcześniej bezskutecznie próbował przekonać do prowadzenia bogobojnego życia; słów Kurbskiego nie potwierdzają dokumenty, które jednoznacznie wskazują, iż German żył jeszcze w roku następnym. W Żywocie świętego męczennika Filipa, poświęconym postaci metropolity moskiewskiego, zawarto inny opis śmierci Germana: duchowny miał zostać zamordowany toporem przez opricznika za sprzeciwianie się opriczninie razem z metropolitą Filipem. Wersję tę częściowo potwierdzają protokoły z nałożenia relikwiom nowych szat z 1888 oraz z otwarcia relikwiarza w 1919. Opisano w nich, iż głowa Germana została odcięta dwoma uderzeniami. Zawarte w Żywocie... informacje o konflikcie między carem i hierarchami nie zgadzają się natomiast z innymi kronikami, według których metropolita Filip wystąpił z krytyką okrucieństwa Iwana Groźnego dopiero w 1568, gdy German z pewnością już nie żył. Być może German padł zatem ofiarą innego, prywatnego sporu z carem. Żywot świętych biskupów Guriasza i Warsonofiusza podaje jako przyczynę jego zgonu zarazę z 1567. Nowego arcybiskupa kazańskiego wybrano w 1568.
German został pochowany zgodnie z własnym życzeniem w cerkwi św. Mikołaja w moskiewskim Kitaj-gorodzie, na Zariadju, ceremonię pogrzebową prowadził archimandryta monasteru w Swijażsku Irodion oraz archimandryta Monasteru Nowospasskiego Jeremiasz (inne źródło określa Jeremiasza jako przełożonego monasteru Przemienienia Pańskiego w Kazaniu).

## Kult
Relikwie arcybiskupa kazańskiego zostały odnalezione w czasie przebudowy cerkwi św. Mikołaja w 1591, wtedy też, według tradycji, zaczęło dochodzić przy nich do pierwszych cudów. Na prośbę metropolity kazańskiego Hermogena patriarcha moskiewski i całej Rusi Hiob zgodził się na przeniesienie relikwii do monasteru w Swijażsku, gdzie uroczyście wystawiono je dla kultu w 1592. Metropolita Hermogen przeprowadził powtórny pogrzeb Germana według rytu przeznaczonego dla biskupów, po czym umieścił relikwie w prawej części pomieszczenia ołtarzowego soboru Zaśnięcia Matki Bożej w klasztorze swijaskim. W końcu XVI w. funkcjonował kult Germana na terenie ziemi kazańskiej, z czasem został rozszerzony na cały kraj.
Pierwszy żywot Germana napisał między 1657 a 1672 mnich Jan, opierając się na informacjach przekazywanych mu przez metropolitę kazańskiego Laurentego oraz na strukturze żywotów metropolity Filipa oraz świętego biskupa kazańskiego Guriasza. Żywot ten ubogi jest w informacje biograficzne i opisuje głównie działalność Germana jako twórcy i przełożonego monasteru w Swijażsku. W tym samym czasie, co opisywany tekst, powstało również nabożeństwo ku czci Germana, w którym metropolita Laurenty zawarł świadectwo o swoim uzdrowieniu za pośrednictwem biskupa.
W 1696 metropolita kazański Marceli dokonał oględzin relikwii i umieścił je w nowej ozdobnej race z drewna lipowego obłożonego srebrem. W 1714 metropolita kazański Tichon polecił przenieść relikwie z ołtarza na środek cerkwi, w 1842 przeniesiono je do raki cyprysowej pozłacanej i posrebrzanej. W 1888 relikwie ubrano w nowe szaty i mitrę. Kiedy przy przebieraniu szczątków stało się jasne, iż German został zamordowany, archimandryta monasteru w Swijażsku Beniamin polecił spisać nowy żywot i opracować nowe nabożeństwo ku czci arcybiskupa, w którym opisano go jako cierpiętnika. Świątobliwy Synod Rządzący nie zezwolił jednak na ich publikację.

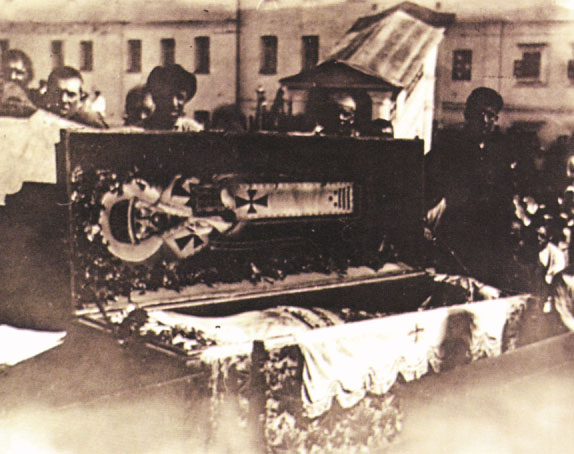
Otwarcie raki z relikwiami Germana, 1919

Relikwie Germana zostały otwarte w czasie kampanii otwierania prawosławnych relikwiarzy przeprowadzonej w 1919 przez władze bolszewickie. W monasterze pozostały do 1929, tj. do momentu jego zamknięcia. Zostały zniszczone, przetrwała jedynie ich cząstka przekazana jeszcze w 1849 monasterowi św. Jana Chrzciciela w Kazaniu. Relikwię tę przechowywano od lat 30. XX wieku (po likwidacji również tego klasztoru) w cerkwi Cudotwórców Jarosławskich na cmentarzu prawosławnym w Kazaniu. W 2000 została podzielona i przekazana reaktywowanemu monasterowi św. Jana Chrzciciela oraz ponownie otwartej wspólnocie w Swijażsku.
Cerkwie pod wezwaniem Germana działały przede wszystkim w eparchii kazańskiej.